# أشرف بودرامة
أشرف بودرامة (ولد في 25 مايو 1996 في العلمة، الجزائر) لاعب كرة قدم جزائري
يجيد اللعب في الدفاع.

## روابط خارجية
أشرف بودرامة على موقع Soccerway.com (الإنجليزية)